# Mentju-nu-Setjet
Mentju-nu-Setjet (auch Mentiu-nu-Setjet) bezeichnete in der ägyptischen Sprache eines der Neunbogenvölker. In den unter anderem aus Tanis und Tebtynis stammenden Listen der Neunbogenvölker werden „Mentju-nu-Setjet“ in einer Zusatzerklärung die Synonyme „Das Land der Syrer“ und „Syrer“ zugeordnet. 
Die Gebiete der Iuntiu, Iabtju (Ostbewohner), Ascheru-Syrer, Setjet (Asiaten), Chaset-charu (Syrische Wüste) sowie Hau-nebut werden in diesen Listen als Neunbogenvölker gesondert aufgeführt. Die Region „Mentju-nu-Setjet“ bezog sich auf die benachbarten Wüstengebiete von Mentju, die an Chaset-charu und das nordöstliche Ägypten angrenzten und westlich der Setjet-Gebiete auf der Sinai-Halbinsel lagen. „Mentiu-nu-Setjet“ ist wohl mit der Region des alttestamentlichen Midian gleichzusetzen.
Die biblischen Midianiter waren ein Stamm kriegerischer Wüstennomaden. Sie werden dort zusammen mit den Aramäern, Edomitern, Israeliten und Joktanitern zu den Hebräern gezählt. Ihr Auftreten fällt in die vorstaatliche „Richterzeit“, die um 1200–1000 v. Chr. angesetzt wird.
Das „Land Midian“ wird in der Bibel nur in ungefährer Richtung südöstlich von Palästina in der gebirgigen Wüste lokalisiert. Da die Midianiter ausgedehnte Raubzüge unternahmen, durchzogen sie auch weit von ihrer Stammregion entfernte Gebiete. Fest umrissene Grenzen widersprechen der nomadischen Lebensweise und können daher auch nicht ausgemacht werden. Da sich jedoch nach Ex 3,1 dort der Gottesberg Horeb – der erst viel später mit dem Berg Sinai im Süden der gleichnamigen Halbinsel identifiziert wurde – befand, nimmt man an, dass sich die Gegend im nordwestlichen Teil des heutigen Saudi-Arabiens östlich des Golfs von Akaba befand.